# Magnitude limite visuelle
 (décembre 2011).
En astronomie, la magnitude limite visuelle désigne la magnitude limite, en lumière visible, que peut observer un instrument optique (œil, lunette, télescope, …).

## Magnitude visuelle humaine
L'œil humain permet de détecter un flux de 50 à 150 photons par seconde de lumière verte, couleur à laquelle les bâtonnets sont le plus sensibles. Ce flux lumineux correspond à une étoile de magnitude 8,5. L’œil humain pourrait donc voir des étoiles de cette magnitude dans le ciel. Mais les conditions d’observation ne le permettent pas : l’éclat du fond de ciel, l’effet de l’atmosphère de la Terre, la pollution lumineuse et les mauvaises adaptations nocturnes de l’œil sont autant de facteurs limitants.
Des observateurs signalent la perception d’étoiles de magnitude 7,5 au maximum dans les ciels les plus purs[réf. nécessaire]. Cette valeur semble bien être la limite extrême à atteindre.

## Magnitude limite visuelle instrumentale
Les instruments d’astronomie grâce à leurs capacités à collecter la lumière, augmentent la magnitude limite de notre œil. L’astronome Norman Pogson a établi une formule qui mesure la magnitude limite théorique d’un instrument. Cette formule sert souvent de référence pour les vendeurs de matériels astronomiques.
m = 2,1 + 5 x log (d)
(d : diamètre en mm, m : magnitude visuelle)
La formule se base sur l’utilisation d’un grossissement offrant une pupille de sortie de 6 mm. Cependant ces résultats apparaissent comme imprécis car trois principaux facteurs ne sont pas pris en compte :
- le diamètre de la  pupille de l’œil diminue avec l’âge. Avant 20 ans, elle est de 7 mm, puis 4 mm de 20 à 40 ans et 2,5 à 3 mm à 60 ans[réf. nécessaire] ;

- la transmission de l’instrument n’est pas parfaite. Un télescope ou une lunette ne transmet pas 100 % de la lumière reçue au niveau de l’oculaire, il y a toujours des pertes dues au système optique ;

- le grossissement n’est pas pris en compte dans la formule. Le grossissement augmente la magnitude surfacique du fond de ciel qui devient plus noir, mais il ne modifie en rien la magnitude des étoiles car ce sont  des sources de lumière ponctuelle et n’ont donc pas de magnitude surfacique. En conséquence, le grossissement assombrit le fond de ciel sans modifier l’éclat ponctuel des étoiles. Ce constat n’est pas valable à très fort grossissement, car l’étoile se présente sous forme d’une tache de diffraction (phénomène physique dû au télescope). Dans ce cas, elle présente un diamètre apparent sensible à l’assombrissement.

L’observateur Bowen (1947) a établi une formule plus proche de la réalité (cette formule fut précisée par le variabiliste hollandais Henk Feijth)[réf. nécessaire] :
M = m – 2 + 2.5 x log (D x T x G)
M : magnitude limite de l’instrument
m : magnitude limite visuelle (environ 6 suivant la qualité du ciel)
D : diamètre de l’instrument en mm
T : transmission du télescope (en général de 0,6 à 0,8)
G : grossissement utilisé
Grâce à un gain de contraste provoqué par l’assombrissement du fond de ciel, l’utilisation d’un fort grossissement augmente la perception des étoiles faibles. Plus on grossit, plus on augmente la magnitude limite de son instrument pour les étoiles.